# The Libertine
The Libertine ist ein  britischer Spielfilm aus dem Jahr 2004 über das Leben des britischen Freigeistes und Schriftstellers John Wilmot, 2. Earl of Rochester und der Debütfilm des Regisseurs Laurence Dunmore. Der Film basiert auf dem gleichnamigen Theaterstück von Stephen Jeffreys, das 1994 Premiere hatte. John Malkovich, einer der Produzenten des Films, übernahm die Rolle König Charles II.
Der 1647 geborene Wilmot starb im Alter von 33 Jahren, wahrscheinlich an den Folgen seines ausschweifenden Lebensstils.

## Handlung
John Wilmot, der zweite Graf von Rochester, führt im London des 17. Jahrhunderts ein dekadentes und skandalöses Leben. Er wird wegen seines unstatthaften Verhaltens am Hof von König Charles II. für ein Jahr in die Verbannung auf seinen Landsitz geschickt. Nach drei Monaten beruft der König Rochester jedoch bereits zurück nach London. Rochester, der sich auf dem Lande stets langweilt, genießt die Rückkehr im Kreise seiner lebenslustigen Freunde (Merry Gang). Bei einem Theaterbesuch mit den Freunden erregt eine neue, junge Schauspielerin namens Elizabeth Barry seine Aufmerksamkeit. Er erkennt als Einziger den ungeschliffenen Diamanten in ihr. Daher bietet er der erfolglosen Bühnendebütantin an, sie zur begehrtesten Schauspielerin in ganz London zu machen. Darauf schließt Wilmot mit einem seiner Freunde eine Wette ab. Zur Überraschung von Rochester erweist Elizabeth Barry sich als Frau mit eigenem Willen, Köpfchen und Selbstbewusstsein, die nicht daran denkt, sich widerstandslos seinen Anordnungen zu fügen. Lord Rochester erliegt ihren Reizen und eine leidenschaftliche Affäre beginnt, in deren Verlauf sich der zynische Lord ernsthaft in seinen Schützling verliebt. Wilmot vergrault seine liebende Gattin, Elizabeth Malet, die ihn nach London begleitet hat, so dass sie sich auf den Landsitz des Paares zurückzieht.
König Charles bittet John inzwischen, ihn zum Thema eines Bühnenstückes zu machen, das bei dem Antrittsbesuch des neuen französischen Botschafters uraufgeführt werden soll. Er will den Franzosen beweisen, dass die englische Bühne mehr zu bieten hat als die französische. Das von Rochester verfasste Theaterstück, "A Satyr on Charles II." ist eine Art pornographische Parodie auf den König, daher fällt der Autor in Ungnade. Um einer Verhaftung zu entgehen, flieht Rochester mit Hilfe seines Freundes Billy Downs und taucht in London unter. Der König, außer sich vor Zorn, weil er vor dem französischen Botschafter und ganz London zur Witzfigur gemacht wurde, lässt Rochester suchen. Erst nach sechs Monaten gelingt es seinen Gefolgsleuten, den Grafen aufzuspüren. Der König begibt sich höchstpersönlich in Rochesters Quartier. Er findet einen sterbenskranken Mann vor, dessen Hochmut jedoch ungebrochen ist, und entscheidet, den Mann seinem Schicksal zu überlassen, welches zum Tode führen wird. Der syphiliskranke Lord kehrt aufs Land zu seiner Gemahlin zurück.
Schließlich reist er ein letztes Mal nach London, um in den Houses of Parliament eine Rede zu halten, die dem König die dringend benötigte Unterstützung sichert. Es folgt ein letzter Besuch bei Elizabeth Barry, die ihn und seine Liebe zurückweist, woraufhin ein Diener seinen Herrn zum Sterben auf dessen Landsitz zu seiner liebenden Frau bringt.

## Rezeption
Der Film hatte am 16. September 2004 Premiere beim Toronto Film Festival. Er spielte weltweit 10.852.064 US-Dollar ein (Stand 2012).
Die DVD ist am 14. November 2008 in Deutschland erschienen.